# Jennifer Suhr
Pour les articles homonymes, voir Suhr (homonymie).
Jennifer « Jenn » Suhr, née Stuczynski le 5 février 1982 à Fredonia, est une athlète américaine pratiquant le saut à la perche. Championne olympique en 2012, elle est l'actuelle détentrice du record du monde de la perche féminine en salle avec 5,03 m, franchis en 2016.

## Biographie

### Débuts
Après avoir pratiqué le basket-ball, sport où elle est la meilleure marqueuse de l'histoire de son école, et l'athlétisme, elle se destine à la discipline du saut à la perche en 2004.
En 2006, elle est déjà la deuxième américaine de l'histoire, derrière Stacy Dragila. Elle termine la saison à la troisième place de la finale mondiale de l'IAAF.

### Premier record (2007)
En mai 2007, elle devient la détentrice du record des États-Unis. en juin, en franchissant 4,88 mètres, elle devient la deuxième perchiste mondiale en termes de hauteur dépassée. Aux Championnats du monde d'Osaka, elle termine seulement dixième avec 4,50 m.

### Vice-championne du monde en salle et vice-championne olympique (2008)
La saison 2008 débute par un titre américain en salle qui lui permet d'aller affronter Yelena Isinbayeva  à Valence lors des mondiaux en salle. Elle n'est battue par la Russe qu'au nombre des essais, les deux perchistes réalisant 4,75 mètres. Au début de la saison estivale, elle améliore son record national en franchissant 4,90 mètres, puis de nouveau lors des championnats des États-Unis qui servent de sélection pour les Jeux olympiques de 2008. À Pékin, Jennifer Stuczynski décroche la médaille d'argent avec un saut à 4,80 m, s'inclinant largement face à Yelena Isinbayeva, auteur d'un nouveau record du monde avec 5,05 m.
En 2009, elle remporte la perche des Championnats des États-Unis d'athlétisme à Eugene avec 4,65 m, victoire qu'elle réédite l'année suivante, à Des Moines.
Début 2012 (en février), elle remporte à Boston un meeting où elle franchit 4,88 m repassant aux bilans devant la Britannique Holly Bleasdale qui l’avait privé en février de sa 2e meilleure performance de tous les temps.

### Championne olympique (2012) et record du monde en salle (2013)
Le 6 août 2012 elle devient championne olympique avec un saut de 4,75 m mettant fin au règne d'Yelena Isinbayeva.
Le 2 mars 2013, Suhr bat le record du monde du saut à la perche en salle avec un bond à 5,02 mètres lors des Championnats des États-Unis disputés à Albuquerque,. Elle devient en août 2013 vice-championne du monde avec 4,82 m, battue par Isinbayeva (4,89 m).
Elle prend en mars 2014 la cinquième place des Championnats du monde d'athlétisme en salle de Sopot avec 4,65 m, faisant l'impasse à 4,70 m mais échouant à ses trois essais à 4,75 m. Elle se classe en septembre deuxième de la ligue de diamant derrière la Brésilienne Fabiana Murer.
Tôt dans la saison 2015, elle franchit 4,81 m, meilleure performance mondiale de l'année mais ne se classe que troisième des Jeux panaméricains de Toronto avec 4,60 m, derrière Yarisley Silva (4,85 m) et Fabiana Murer. Elle se qualifie le 23 août 2015 pour la finale des championnats du monde de Pékin où elle termine au pied du podium avec sa compriote Sandi Morris et avec la Suédoise Angelica Bengtsson en 4,70 m, échouant de peu à 4,80 m.

### Nouveau record du monde en salle (2016)

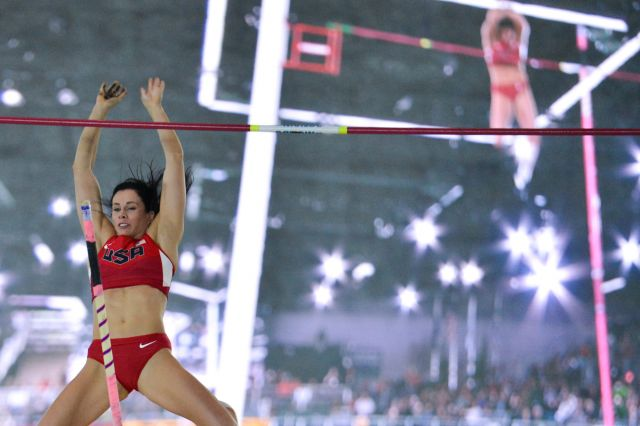
Jennifer Suhr lors des championnats du monde en salle 2016.

Suhr réalise sa rentrée très tôt, le 5 décembre 2015. Elle remporte le concours avec 4,80 m, une excellente performance à la vue de la période où elle est. Trois semaines plus tard, elle réalise 4,75 m à Rochester puis 4,70 m à Fredonia deux jours suivants. Le 16 janvier, elle remporte le meeting de Kent en réalisant 4,91 m. Elle échoue ensuite de très peu dans sa tentative de record du monde avec 5,03 m. Malgré cette incroyable performance, elle n'est « pas du tout satisfaite du résultat ». L'Américaine poste ensuite une vidéo de son saut à 4,91 m où elle semble énervée d'avoir raté ce record du monde.
Le 30 janvier à Brockport, New York, Jennifer Suhr arrive finalement à franchir 5,03 m en touchant la barre et améliore son propre record du monde en salle d'un centimètre,,,.
Suhr est toutefois battue le 12 mars lors des Championnats des États-Unis avec 4,90 m, Sandi Morris prenant le titre avec 4,95 m. La semaine suivante, Suhr prend sa revanche lors des championnats du monde en salle se déroulant dans le même stade où elle remporte son premier titre mondial avec une barre à 4,90 m, nouveau record des championnats. Sandi Morris se classe deuxième (4,85 m) et la Grecque Ekaterini Stefanidi troisième (4,80 m).
Elle se qualifie officiellement pour les Jeux olympiques de Rio en remportant les sélections olympiques américaines avec 4,80 m, devant Sandi Morris (4,75 m). Mais, malade lors de cette finale olympique, Jennifer Suhr ne se classe que 7e avec 4,60 m.
Fin septembre et début octobre, Suhr participe à des compétitions en salle, étonnant puisque la période est supposée être de repos ou de reprise : elle franchit une barre à 5,01 m le 1er octobre à Fredonia sa ville d'origine, à seulement 2 centimètres de son propre record du monde.
Le 14 janvier 2017, elle établit la meilleure performance mondiale de l'année avec 4,81 m. Le 17 avril, elle réalise avec 4,83 m son meilleur saut en plein air depuis 2013.
Le 4 août, elle échoue à se qualifier pour la finale des Championnats du monde de Londres en ratant ses trois essais à 4,55 m, sa barre d'entrée.
Le 20 janvier 2018, à Toronto, elle saute 4,81 m. Le 18 février 2018, elle termine 3e du championnats des États-Unis en salle avec 4,81 m, derrière Katie Nageotte (4,91 m) et Sandi Morris (4,86 m). Le 17 mars, à Fort Worth, elle saute 4,82 m.
Le 14 avril, à Austin, Suh bat à 36 ans son vieux record personnel en plein air de 2008 (4,92 m) en effaçant une barre à 4,93 m.
Le 28 juillet 2019, elle termine 3e des championnats des États-Unis 2019 avec 4,70 m et se qualifie pour les championnats du monde 2019 à 37 ans. Elle se classe 7e des championnats du monde 2019 avec 4,70 m.

## Palmarès

### International
| Date | Compétition                    | Lieu             | Résultat | Marque  |
| ---- | ------------------------------ | ---------------- | -------- | ------- |
| 2006 | Finale mondiale                | Stuttgart        | 3e       | 4,60 m  |
| 2006 | Coupe du monde des nations     | Athènes          | finale   | NM      |
| 2007 | Championnats du monde          | Osaka            | 10e      | 4,50 m  |
| 2008 | Championnats du monde en salle | Valence          | 2e       | 4,75 m  |
| 2008 | Jeux olympiques                | Pékin            | 2e       | 4,80 m  |
| 2011 | Championnats du monde          | Daegu            | 4e       | 4,70 m  |
| 2011 | Ligue de diamant               | Ligue de diamant | 2e       | détails |
| 2012 | Jeux olympiques                | Londres          | 1re      | 4,75 m  |
| 2013 | Championnats du monde          | Moscou           | 2e       | 4,82 m  |
| 2014 | Championnats du monde en salle | Sopot            | 5e       | 4,65 m  |
| 2014 | Ligue de diamant               | Ligue de diamant | 2e       | détails |
| 2015 | Jeux panaméricains             | Toronto          | 3e       | 4,60 m  |
| 2015 | Championnats du monde          | Pékin            | 4e       | 4,70 m  |
| 2016 | Championnats du monde en salle | Portland         | 1re      | 4,90 m  |
| 2016 | Jeux olympiques                | Rio de Janeiro   | 7e       | 4,60 m  |
| 2019 | Ligue de diamant               | Ligue de diamant | 7e       | 4,70 m  |
| 2019 | Championnats du monde          | Doha             | 7e       | 4,70 m  |

### National
- Championnats des États-Unis d'athlétisme :
  - vainqueur en 2006, 2007, 2008, 2009, 2010, 2012,  2013, 2014, 2015 et 2016, 3e en 2018
- Championnats des États-Unis en salle 
  - vainqueur en 2005, 2007, 2008, 2009, 2011 et 2013, 3e en 2018

## Records
| Épreuve          | Épreuve   | Marque      | Lieu     | Date            |
| ---------------- | --------- | ----------- | -------- | --------------- |
| Saut à la perche | Plein air | 4,93 m      | Austin   | 14 avril 2018   |
| Saut à la perche | En salle  | 5,03 m (WR) | New York | 30 janvier 2016 |